# بادشاه خاتون
بادشاه خاتون بنت محمد بن حميد تابنكو شاعرة ذات خط ياقوتي خطت به المصاحف وذكرت في تذكرة الخطاطين لمستقيم زاده. ووردت أشعارها في نخبة التواريخ.